# Prière de la Sérénité
Pour les articles homonymes, voir Prière (homonymie).
La Prière de la Sérénité serait un texte rédigé par le théologien américain Reinhold Niebuhr (1892–1971), au cours des années 1930, et utilisée de façon certaine dans un sermon en 1943 alors qu'il travaillait dans un séminaire protestant du « Congregational Church » à Heath, dans le Massachusetts, aux États-Unis. Cette prière propose d'obtenir la sagesse de faire la différence entre le changeable et l'inchangeable.

## Le texte de la prière

### Texte original en anglais de R. Niebuhr
God, give us grace

to accept with serenity

the things that cannot be changed,

courage to change the things

which should be changed,

and the Wisdom to distinguish

the one from the other.
Dieu, donne-nous la grâce

d'accepter avec sérénité

les choses qui ne peuvent être changées,

le courage de changer celles qui devraient l'être,

et la sagesse de les distinguer l'une de l'autre (variante : d'en connaître la différence).

## Utilisation du texte
La prière de sérénité est utilisée et a été rendue célèbre par les Alcooliques anonymes dans leur Big Book paru en 1939, au même titre que la Prière de saint François, d'où parfois son attribution erronée à ce saint.
Chansons
- Whatever (1999) de Steven Curtis Chapman
- Feel so different (1990) de Sinéad O’Connor
- Serenity Prayer (1995) de Goodie Mob
- Higher Power (1997) de Boston
- Know the difference (2003) de Stratovarius
- Intro: Loving (2006) de India Arie
- Désintox (2008) de Taktika
- 100 Jahre (2008) de Curse
- Addiction (2009) de Dope
- Kings of suburbia (2014) de Tokio Hotel
- Drug Dealer (2016) de Macklemore
- Serenity (2016) de Russ
- Lean Wit Me (2018) de Juice WRLD.

Enregistrements audio
- Disque Re-ac-tor de Neil Young (1981). La prière est imprimée en latin sur la pochette : Deus, dona mihi serenitatem accipere res quae non possum mutare, fortitudinem mutare res quae possum, atque sapiential differentiam cognoscere
- CD Serenity de Blood for Blood dans le prélude et le postlude
- CD Herzenslieder (2001) d'Iria
- CD Ja! (2007) d'Iria.

Films
- 187 code meurtre (1997)
- Grasgeflüster (2000)
- Spurwechsel (2002)
- Mr. Brooks – Der Mörder in Dir (2007)
- Things We Lost in the Fire (2007)
- Rachel se marie (2008)
- Le dernier pour la route (2009)
- Une drôle d'histoire (2010)
- Camille redouble (2012)
- La Ligue des justiciers : Le Paradoxe Flashpoint (2013)
- NCIS : Los Angeles (2017)
- Equalizer 2 (2018).
- Sybil (2019)

Séries
- Desperate Housewives, saison 2, épisode 20 (2006)
- Grey's Anatomy
- Elementary, saison 2 (2013-2014), épisode 10 : « Triste Sire ». La prière est attribuée « librement » par le personnage central de la série, Sherlock Holmes, au poète andalou du XIe siècle Solomon ben Judah
- Private Practice, saison 4, épisode 7 (2010)
- Queer As Folk, saison 4, épisode 5 (2000-2005)
- Brothers and sisters, saison 5, épisode 1, série US de Veena Sud (2011-2013)
- Sur écoute (The Wire), saison 1, épisode 7
- The Killing, saison 4, épisode 6
- This Is Us, saison 2, épisode 8
- Dark, saison 1, épisodes 1 et 10
- Transparent, saison 4, épisode 1 (2017)
- Rectify, (2013-2016)
- Sermons de minuit, (2021)

Chicago made Dr Choï.
Livres
- Comment arrêter de s'inquiéter et commencer à vivre (How to Stop Worrying and Start Living. A self-help book about stress management) de Dale Carnegie (1948)
- Abattoir 5 ou la Croisade des enfants de Kurt Vonnegut (1969)
- What You Can Change and What You Can't: The Complete Guide to Successful Self-Improvement du psychologue Martin Seligman (1993)
- Rama révélé de Arthur C. Clarke (1993)
- Real Life – das wahre Leben de Wendy Lawton (2004)
- Außer Dienst de Helmut Schmidt (2008)
- Forever Princess de Meg Cabot (2009)
- Les écureuils de Central Park sont tristes le lundi de Katherine Pancol (2010)
- Ne t'enfuis plus de Harlan Coben (2019)
- Seconds de Bryan Lee O'Malley (2014)
- La sœur du soleil de Lucinda Riley (2019)
- Princess de Chlore Smys & Juliette Pierce (2023).

### Histoire
- Le livre de référence sur l'histoire de cette prière est : Elisabeth Sifton, The Serenity Prayer: Faith and Politics in Times of Peace and War, New York, W. W. Norton & Company, 2005. Elizabeth Sifton est la fille du pasteur Niehbur.

## Origine
Les origines de cette prière a été attribuée de façon erronée à Reinhold Niebuhr.  La célèbre citation sur la sérénité est attribuée au philosophe stoïcien romain Marc Aurèle: "Donne-moi la sérénité d'accepter les choses que je ne peux changer, le courage de changer celles que je peux, et la sagesse d'en distinguer la différence". Bien que  reformulée, l'idée de sérénité et d'acceptation soit un thème central du stoïcisme et de l'œuvre de Marc Aurèle, n'apparaît pas explicitement dans ses Pensées pour moi-même" (Τὰ εἰς ἑαυτόν), notamment dans le Livre VIII, où il aborde le détachement face aux événements extérieurs et la discipline du jugement. 
Une autre version, associée à l'œuvre de Marc Aurèle ou l’invocation à Dieu sous forme de: "O Dieu, donne-moi la sérénité…” est considérée comme une prière rédigée par le théologien américain Reinhold Niebuhr dans les années 1930 et a été popularisée dans le cadre du mouvement des Alcooliques Anonymes.  Cette version est attribuée au théologien Reinhold Niebuhr, qui l'a rédigée à partir de la citation originale de Marc Aurèle. 